# 미국 독립변호사
미국 독립변호사(Independent Counsel)는 특별검사를 말한다.

## 역사
1875년 미주리주 상원의원이자 장군 출신인 존 헨더슨(en:John B. Henderson) 변호사가 미국 최초의 특별검사(Special Prosecutor)로 임명되었다. 미국 공화당 출신 제18대 율리시스 그랜트 대통령이 임명했다. 자신의 개인비서가 탈세를 한 의혹이 일자 특별검사를 임명했다. 이후 정부의 고위 관리 등이 관련된 사건이 발생하면, 특별검사를 임명해 수사나 기소할 수 있는 관습이 오래도록 이어져왔다. 이후 1978년까지 모두 10명의 특별검사가 임명되었다. 그러나 특별한 법률이 별도로 있어서 대통령이 특별검사를 임명했던 것은 아니다. 마지막 10번째로 임명된 특별검사가 1973년 닉슨 대통령의 워터게이트를 수사한 아치발드 콕스 하버드 로스쿨 노동법 교수이다. 10번의 특별검사 중에 9번이 미국 공화당 집권시에 임명되었다.
미국 공화당의 닉슨 대통령이 저지른 워터게이트 사건을 계기로, 1976년 미국 민주당 지미 카터 후보가 대선공약으로 특별검사의 법적 신분보장을 주장했다. 워터게이트 사건을 수사하던 아치발드 콕스 특별검사가 도청테이프의 존재를 알아내어 리처드 닉스 대통령에게 제출을 요구하다 해임되었고, 그 해임으로 사건이 크게 확대되어 결국 의회 탄핵 절차가 시작되었는데, 특별검사를 함부로 해임할 수 없게 해야 한다고 지미 카터 야당 대선후보가 공약을 한 것이다.
1977년 지미 카터가 대통령에 취임하고서 1978년 미국 특별검사법(en:Ethics in Government Act)이 제정되었다. 1978년 특검법은, 이전에 특별검사(Special Prosecutor)라고 부르던 직명을, 외부 간섭을 받지 않는 법조인이란 의미의 부드러운 이름인 독립변호사(Independent Counsel)란 명칭으로 변경했다.
1999년 특검법이 폐지되어, 독립변호사(Independent Counsel)는 미국 특별변호사(Special Counsel)로 명칭이 변경되었다. 폐지되기 전까지 14번 특별검사가 임명되었다. 한번에 2명의 특별검사가 임명된 적도 여러번 있다.
미국은 영국과 달리 법무장관이 검찰총장을 겸직한다. 즉, 법무장관이 최고위직 검사다. 그런데, 대통령과 최측근 등은 최고위직 검사인 법무장관이 수사하기에도 적절하지 않은 경우가 있고, 그럴 때, 대통령이 특별검사를 별도로 임명하여, 사회적 이슈가 된 고위층 부정부패 사건 하나만 수사하고 퇴임한다. 특별히 특별검사법이 있어서 임명하던 것이 아니다.

## 같이 보기
- 대한민국의 특별검사제도